# Evamarie Sander
Evamarie Sander (* 27. Juli 1928 in Köln; † 5. April 2023 in Tübingen) war eine deutsche Biologin und Professorin für Phytopathologie und Phytovirologie, die an der Universität Tübingen lehrte.

## Leben
Evamarie Sander wurde 1958 an der Cornell University promoviert. Es folgten zwei Jahre postdoctoral research in Cambridge. Sie war am Max-Planck-Institut für Virusforschung, Biochemische Abteilung, in Tübingen tätig und Assistentin am Biologischen Institut der Universität Tübingen. 1970 wurde sie kumulativ habilitiert. Sie war die erste Professorin in der naturwissenschaftlichen Fakultät der Universität Tübingen. Sie befasste sich mit Phytopathologie und Phytovirologie, bis sie 1993 emeritiert wurde. Eine ihrer ehemaligen Studentinnen, Helga Aberle, sagte bei einer feierlichen Veranstaltung, dass Evamarie Sander vorgelebt habe, was es heißt, weiblichen Geschlechts zu sein. Mit ihrem damenhaften Auftreten und ihrer Erscheinung sei sie ihr stets ein Vorbild und ein Ideal gewesen.

## Porträt in der Tübinger Professorengalerie
Im Jahr 2005 wurde, als Stiftung ihrer Schüler, ein von Susanne Höfler gemaltes Porträt von Evamarie Sander in der Tübinger Professorengalerie enthüllt, in der sonst vor allem männliche Bildnisse hängen. Es zeigt sie umgeben von Gegenständen ihres Berufslebens: Mit ihrer linken Hand stützt sie sich auf ein Modell des Tabakmosaikvirus, unter dem die Schriften von Frederick Bawden, Plinius dem Älteren und Aristoteles liegen. Mit ihrer rechten Hand hält die Phytopathologin ein von einem Virus infiziertes Tabakblatt.

## Schriften
- E. Sander: A Study of Red Clover Vein Mosaic Virus. Dissertation Cornell University, 1958.
- E. Sander: Evidence of the synthesis of a DNA phage in leaves of tobacco plants. In: Virology 24, 1964, S. 545–551, doi:10.1016/0042-6822(64)90206-5. ISSN 0042-6822.
- R. Siess, E. Sander, B. Roettger, H. Senger: Versuche zur Vermehrung infektiöser Ribonukleinsäure aus Tabakmosaikvirus in Chlorella. In: Biochimica et Biophysica Acta - Nucleic Acids and Protein Synthesis - Biochim Biophys Acta Nucleic Acits Protein Synth 95, 1965, 388–397. doi:10.1016/0005-2787(65)90185-1
- E. Sander: Alteration of fd phage in tobacco leaves. In: Virology 33, 1967, S. 121–130, doi:10.1016/0042-6822(67)90100-6. ISSN 0042-6822.
- G. Adam, E. Sander, R. J. Shepherd: Structural differences between pea enation mosaic virus strains affecting transmissibility by Acyrthosiphon pisum (Harris). In: Virology 92, 1979, S. 1–14, doi:10.1016/0042-6822(79)90210-1. ISSN 0042-6822.
- G. Adam, E. Sander: Isolation and culture of aphid cells for the assay of insect-transmitted plant viruses. In: Virology 70, 1976, S. 502–508, doi:10.1016/0042-6822(76)90291-9. ISSN 0042-6822.